# Ogura Ai
Ogura Ai (小椋藍; Hepburn: Ai Ogura; (Tokió, 2001. január 26. –) egyszeres Moto2-es világbajnok japán motorversenyző, a MotoGP-ben versenyez a Trackhouse Racing csapat színeiben.
2024-ben a Moto2-világbajnokság győztese lett az MT Helmets – MSi versenyzőjeként, amivel 2009 óta az első japán versenyző, aki világbajnoki címet nyert. Ogura az első, aki az Asia Talent Cup nevelőszériából bejutott a MotoGP-be, őt követte Somkiat Chantra.
Ogura versenyző családban nőtt fel, ahol édesapja is versenyzett. Nővére, Karen szintén motorversenyző, aki részt vett a MotoAmerica, az All Japan Road Race Championship és a Szuzukai 4 órás versenyeken.

## Pályafutása

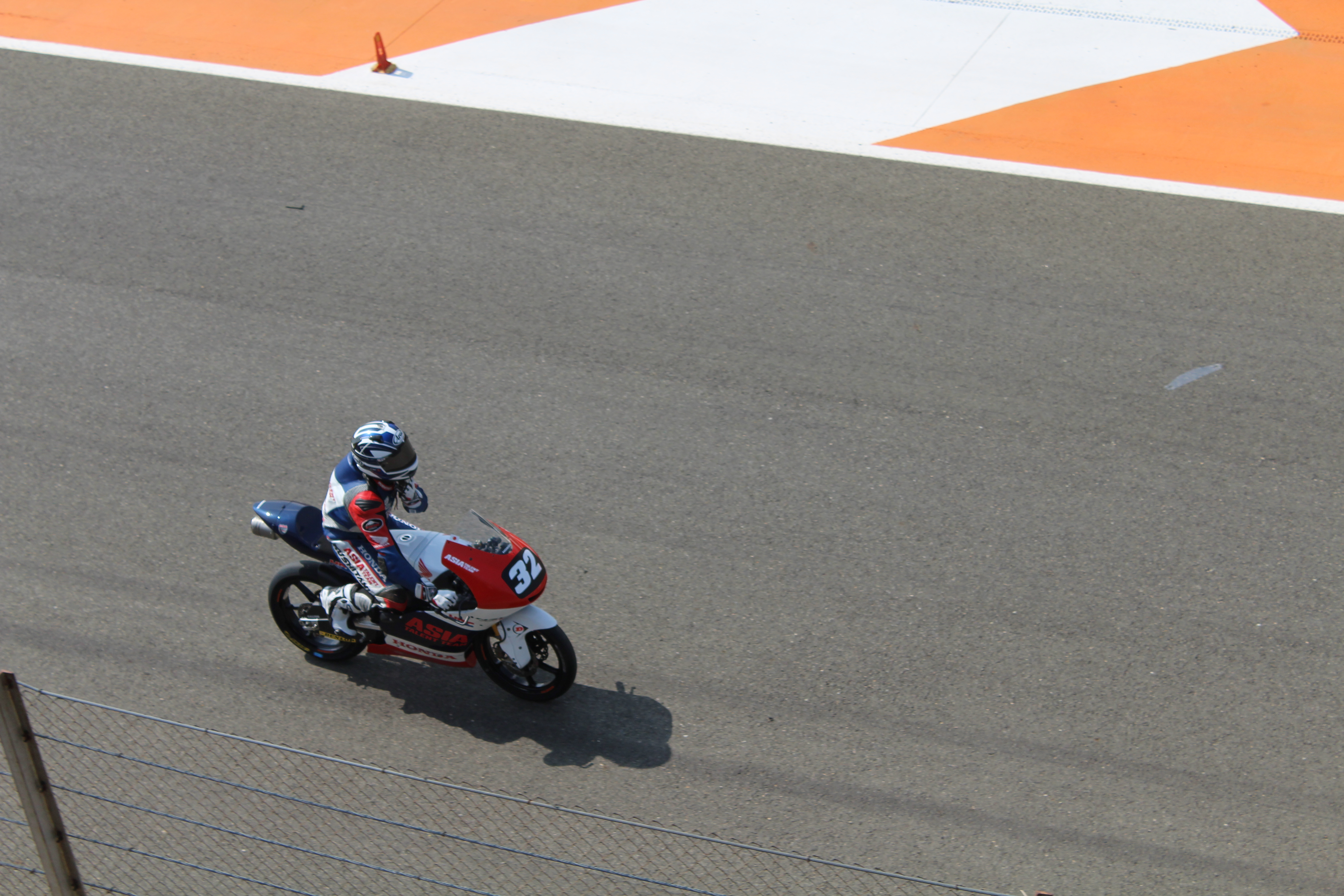
2018-ban a junior világbajnokságon a szezonzáró valenciai nagydíjon.

Apja révén ismerkedett meg a motorozással, majd testvéreivel együtt a minibike-vel kezdték a karrierjüket. 2015-ben az Asia Talent Cup-ban egy győzelmet szerzet. 2016-ban a Red Bull MotoGP Rookies Cup-ban a 11. helyen végzett és egy dobogós helyett szerzett, míg az Asia Talentben Somkiat Chantra mögött a második. A következő évben a FIM Moto3 junior világbajnokságon és a Red Bull MotoGP Rookiesban is versenyzett, ahol az előbbi sorozatban a 8., míg az utóbbiban az 5. lett a szezon végén. 2018-ban a junior világbajnokságon a szezonzáró valenciai első versenyt megnyerte, majd a tabella 5. helyén végzett az évvégén.

### Moto3
2018-ban szabadkártyásként mutatkozott be a Moto3-világbajnokságon az Asia Talent Team színeiben a spanyol nagydíhon, ahol a 15. helyen ért célba, ami egy pontot ért. 2019-ben állandó versenyzője lett a csapatnak. Az ötödik fordulóban a a francia Nagydíjon eltörte a bal kezét, és kihagyta a következő futamot, majd Aragóniában a dobogó második fokán ért célba. Újonc évében a tabella 10. helyén végzett, nála csak Celestino Vietti volt jobb az első évesek között. A következő idényben Albert Arenas és Tony Arbolino voltak a fő riválisai, majd végül mögöttük a harmadik lett a bajnokságban.

### Moto2
2021-ben fellépett a Moto2-világbajnokságba, ahol az Idemitsu Honda Team Asia csapatában korábbi riválisa, Somkiat Chantra lett a csapattársa. A stájer nagydíjon a leggyorsabb kört szerezte meg a versenyen, majd az osztrák nagydíjon második lett, míg a szezon utolsó előtti versenyén kisebb bal lábtörést szenvedett. A szezon végén Raúl Fernández mögött a második legjobb újonc lett, megelőzve csapattársát a 8. helyen végzett.
2022-ben változatlan felállásban folytatta csapatával, az utolsó futamig a bajnoki címért küzdött. Az argentin nagydíjon csapatársa mögött a harmadik helyen ért célba, majd a következő versenyen második lett. A spanyol versenyhétvégén első Moto2-es pole pozícióját szerezte meg. A másnapi versenyen rajt-cél győzelmet aratott, amely pályafutása első GP-győzelme is egyben, minden géposztályt egybevetve. Az osztrák nagydíjon ismét pole pozícióból nyerte meg a versenyt, ami következtében átvette a bajnokság vezetését Augusto Fernándeztől. Hazai versenyén Japánban ismét nyerni tudott, ahol Fernándezzel küzdött, csakúgy mint a bajnoki címért. Az utolsó versenyhétvégén Valenciában bukott, így végül elvesztette a bajnoki címet Fernández ellen.
A következő idény első két versenyhétvégéjét kihagyta, miután a spanyolországi előszezoni teszten csuklótörést szenvedett. A szezon során többször is felmerült a neve a MotoGP-ben szereplő LCR Honda versenyző Nakagami Takaaki utódjaként. Első komolyabb eredményét Hollandiában érte el, amikor is második lett. Ausztriában és Japánban szerzett dobogós helyezést, majd a bajnokságot a 9. helyen fejezte be.

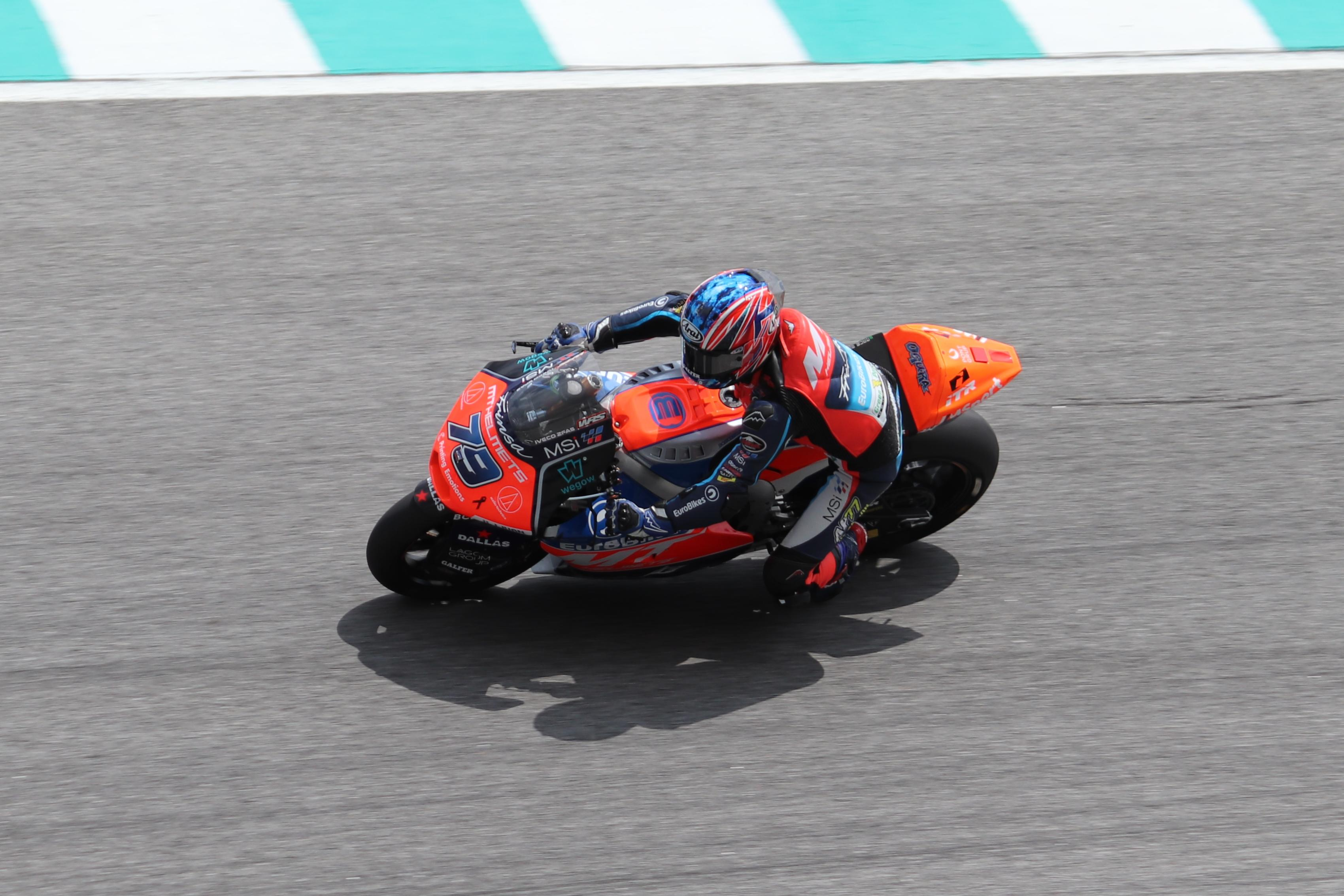
2024-ben a maláj nagydíjon.

2023. szeptember 15-én az MT Helmets – MSi bejelentette, hogy Ogura a 2024-es szezonban csatlakozik a Moto2 projektjükhöz Sergio García csapattársaként. Két héttel később a HRC bejelentette, hogy következő szezonban is kapcsolatban marad a a Honda programjával, annak ellenére, hogy Boscoscuro motorra váltott. A francia nagydíjon a tizenhetedik pozícióból indulva másodikként fejezte be a versenyt. A katalán nagydíjon Fermín Aldeguer hibáját kihasználva tudott győzni. Az asseni versenyen csapattársával és Aldeguerrel harcolt a győzelemért, majd az idei második futamgyőzelmét aratta. 2024. augusztus 15-én az osztrák nagydíjhétvégén jelentették be, hogy két évre aláírt a Trackhouse Racinghez, amely a királykategóriában versenyzik. Ugyanezen a hétvégén a második edzésen történt balesetét követően jobb kezében törést állapítottak meg az orvosok, ezért alkalmatlannak nyilvánították a hétvége további részén való motorozásra. A San Marinó-i nagydíjon Arón Canettel harcolt a győzelemért, amit végül meg is nyert, ezzel átvette a bajnoki tabellán a vezetést is. A szezon hátralévő részében még három alkalommal lett második, köztük a thai nagydíjon, ahol bebiztosítsa világbajnoki címét. 15 év után először lett japán versenyző a középső géposztályban világbajnok, utoljára 2009-ben Aojama Hirosi.

### MotoGP
A Trackhouse-nál Raúl Fernández lett a csapattársa. Bejelentése pillanatában ő volt az első MotoGP-pilóta, aki Asia Talent Cup nevelőszériából került a királykategóriában, majd később egykori csapattársa és riválisa Somkiat Chantra szerződtetését is bejelentette a Honda. 2025. február 28-án a szezonnyitó thai nagydíj időmérő edzésén az 5. rajtpozíciót szerezte meg, majd a sprintfutamon a 4. pozícióban ért célba újoncként. A futamon 5. lett, ami Marc Márquez 2013-as debütálása óta a legjobb vasárnapi eredmény, amit újonc érte el a királykategóriában. Argentínában a vasárnapi futamon 8. helyen intették le, majd kizárták, miután nem homologizált elektronikai vezérlőegység működött a motorjában.

## Eredményei

### Statisztika
| Szezon   | Géposztály | Motor      | Csapat                   | Versenyek | Győzelem | Dobogó | Pole | LKör | Pont   | Helyezés |
| -------- | ---------- | ---------- | ------------------------ | --------- | -------- | ------ | ---- | ---- | ------ | -------- |
| 2018     | Moto3      | Honda      | Asia Talent Team         | 4         | 0        | 0      | 0    | 0    | 1      | 36.      |
| 2019     | Moto3      | Honda      | Honda Team Asia          | 18        | 0        | 1      | 0    | 1    | 109    | 10.      |
| 2020     | Moto3      | Honda      | Honda Team Asia          | 15        | 0        | 7      | 1    | 1    | 170    | 3.       |
| 2021     | Moto2      | Kalex      | Idemitsu Honda Team Asia | 17        | 0        | 1      | 0    | 1    | 120    | 8.       |
| 2022     | Moto2      | Kalex      | Idemitsu Honda Team Asia | 20        | 3        | 7      | 3    | 1    | 242    | 2.       |
| 2023     | Moto2      | Kalex      | Idemitsu Honda Team Asia | 18        | 0        | 3      | 0    | 0    | 137.5  | 9.       |
| 2024     | Moto2      | Boscoscuro | MT Helmets – MSi         | 19        | 3        | 8      | 2    | 1    | 274    | 1.       |
| 2025     | MotoGP     | Aprilia    | Trackhouse Racing        | 1         | 0        | 0      | 0    | 0    | 17*    | 5.*      |
| Összesen | Összesen   | Összesen   | Összesen                 | 111       | 6        | 27     | 6    | 5    | 1053.5 |          |

* Szezon folyamatban.

### Teljes MotoGP-eredménylistája
(Táblázat értelmezése)

(Félkövér: pole-pozícióból indult; dőlt: leggyorsabb kört futott) 

| Év   | Géposztály | Motor      | 1   | 2   | 3   | 4   | 5   | 6   | 7   | 8   | 9   | 10  | 11  | 12  | 13  | 14  | 15  | 16  | 17  | 18  | 19  | 20  | 21  | 22  | Helyezés | Pont  |
| 2018 | Moto3      | Honda      | QAT | ARG | AME | ESP | FRA | ITA | CAT | NED | GER | CZE | AUT | GBR | RSM | ARA | THA | JPN | AUS | MAL | VAL |     |     |     | 36.      | 1     |
| ---- | ---------- | ---------- | --- | --- | --- | --- | --- | --- | --- | --- | --- | --- | --- | --- | --- | --- | --- | --- | --- | --- | --- | --- | --- | --- | -------- | ----- |
| 2018 | Moto3      | Honda      |     |     |     | 15  |     |     |     | 23  | Ki  |     | 20  |     |     |     |     |     |     |     |     |     |     |     | 36.      | 1     |
| 2019 | Moto3      | Honda      | QAT | ARG | AME | ESP | FRA | ITA | CAT | NED | GER | CZE | AUT | GBR | RSM | ARA | THA | JPN | AUS | MAL | VAL |     |     |     | 10.      | 109   |
| 2019 | Moto3      | Honda      | 11  | 17  | 11  | 9   | Ki  |     | 6   | 6   | 7   | 6   | 12  | 10  | Ki  | 2   | Ki  | 14  | 14  | 4   | 10  |     |     |     | 10.      | 109   |
| 2020 | Moto3      | Honda      | QAT | ESP | ANC | CZE | AUT | STY | RSM | EMR | CAT | FRA | ARA | TER | EUR | VAL | POR |     |     |     |     |     |     |     | 3.       | 170   |
| 2020 | Moto3      | Honda      | 3   | 2   | Ki  | 3   | 4   | 3   | 2   | 3   | 11  | 9   | 14  | 9   | 3   | 8   | 8   |     |     |     |     |     |     |     | 3.       | 170   |
| 2021 | Moto2      | Kalex      | QAT | DOH | POR | ESP | FRA | ITA | CAT | GER | NED | STY | AUT | GBR | ARA | RSM | AME | EMI | ALG | VAL |     |     |     |     | 8.       | 120   |
| 2021 | Moto2      | Kalex      | 17  | 5   | Ki  | 7   | 7   | 6   | Ki  | Ki  | 6   | 5   | 2   | 9   | 8   | 7   | 7   | 9   | Ki  |     |     |     |     |     | 8.       | 120   |
| 2022 | Moto2      | Kalex      | QAT | IND | ARG | AME | POR | ESP | FRA | ITA | CAT | GER | NED | GBR | AUT | RSM | ARA | JPN | THA | AUS | MAL | VAL |     |     | 2.       | 242   |
| 2022 | Moto2      | Kalex      | 6   | 6   | 3   | 2   | Ki  | 1   | 5   | 3   | 7   | 8   | 2   | 4   | 1   | 5   | 4   | 1   | 6   | 11  | Ki  | Ki  |     |     | 2.       | 242   |
| 2023 | Moto2      | Kalex      | POR | ARG | AME | ESP | FRA | ITA | GER | NED | GBR | AUT | CAT | RSM | IND | JPN | IND | AUS | THA | MAL | QAT | VAL |     |     | 9.       | 137.5 |
| 2023 | Moto2      | Kalex      |     | Ni  | 15  | Ki  | 9   | 15  | 14  | 2   | 8   | 3   | 7   | 5   | 21  | 2   | 17  | 15  | 5   | 4   | 4   | 11  |     |     | 9.       | 137.5 |
| 2024 | Moto2      | Boscoscuro | QAT | POR | AME | ESP | FRA | CAT | ITA | NED | GER | GBR | AUT | ARA | RSM | EMI | IDN | JPN | AUS | THA | MAL | SLD |     |     | 1.       | 274   |
| 2024 | Moto2      | Boscoscuro | 4   | 5   | 7   | 6   | 2   | 1   | 5   | 1   | 3   | 14  | Ni  | 8   | 1   | 4   | 2   | 2   | 4   | 2   | Ki  | 4   |     |     | 1.       | 274   |
| 2025 | MotoGP     | Aprilia    | THA | ARG | AME | QAT | ESP | FRA | GBR | ARA | ITA | NED | GER | CZE | AUT | HUN | CAT | RSM | JPN | IDN | AUS | MAL | POR | VAL | 5.*      | 17*   |
| 2025 | MotoGP     | Aprilia    | 5 4 |     |     |     |     |     |     |     |     |     |     |     |     |     |     |     |     |     |     |     |     |     | 5.*      | 17*   |

- * Szezon folyamatban.
- 1-9 A sprintfutamon elért pontszerző helyezés.